# Larifari
Larifari steht für „sinnloses Geschwätz“. Der Begriff ist möglicherweise aus den früher auch im deutschsprachigen Raum verwendeten italienischen Notenbezeichnungen entstanden, die als Aneinanderreihung von Silben beim Üben einer Melodie nach dem Verfahren des Guido von Arezzo den einzeln gesungenen Noten unterlegt werden und damit einen im Grunde sinnlosen Text ergeben. Der ist aber als Merktext wiederum dazu geeignet, sich die Melodie und gleichzeitig die jeweils zum gesungenen Ton gehörigen Noten einzuprägen. La, re, fa bezeichnet hier die Töne a, d und f, die zusammen den d-moll-Dreiklang bilden.

## Gebrauch
Die Brüder Grimm beschreiben in ihrem Deutschen Wörterbuch von 1854 Larifari als die „zurückweisung eines leeren geredes“ und folgern daraus, „das wort selbst müssen wir als eines sinnes entbehrend ansehen“. In der Umgangssprache wird übertriebener Unsinn oder weitgehend sinnloses Gerede so bezeichnet. Außerdem bezeichnet der Ausdruck Zustände der Unentschiedenheit, Halbherzigkeit oder Unernsthaftigkeit, ähnlich wie Wischiwaschi, Kokolores, Humbug, Firlefanz, Kladderadatsch, Galimathias oder Mumpitz.

## Weitere Bedeutungen
Larifari ist auch der Name des Kasperl Larifari, einer literarischen Figur in den etwa 40 Puppenspielen von Franz Graf von Pocci (1807–1876). Weiterhin trägt die größte Karnevalsgesellschaft im ostbayerischen Raum den Namen „Faschingsgesellschaft Lari-Fari Diesenbach e. V“. Das Kabinett des Dr. Larifari ist ein deutscher Tonfilm aus dem Jahr 1930.